# Jean-Louis Calmon
Pour les articles homonymes, voir Calmon.
Pour les autres membres de la famille, voir Famille Calmon.
Jean-Louis Calmon est un haut fonctionnaire et homme politique français né à Carlucet (Lot) le 18 juillet 1774 et mort à Paris le 13 mars 1857.

## Biographie
Fils de Guillaume Calmon (1737-1801) avocat et député à l'Assemblée législative en 1791, Jean-Louis Calmon fit de bonnes études et débuta immédiatement, au sortir du collège, dans un emploi subalterne de l'atelier de fabrication des assignats. Il fut ensuite attaché au ministère de la Guerre. La loi militaire l'obligea à se rendre pendant un an aux armées où ses jeunes camarades lui conférèrent le titre de lieutenant.
En l'an VI (1798), il entra dans l'administration de l'enregistrement et des domaines, où il réussit fort bien et ne tarda pas à parvenir au rang d'inspecteur général. Désigné pour organiser les services administratifs à Corfou (îles Ioniennes), il accompagna ensuite le baron Louis en Westphalie (1810), où il eut à procéder à la liquidation de la dette publique de l'ancien évêché de Münster et à la vente des biens du clergé et des couvents convertis en biens nationaux.
Sous la Restauration, Calmon fut maintenu en fonctions et appelé au Conseil d'État et à la direction générale de l'enregistrement et des domaines. Il y établit des règlements qui demeurèrent en vigueur pendant tout le XIXe siècle et créa des concours pour l'admission à tous les emplois depuis celui de surnuméraire.
Élu député par le collège de département du Lot le 4 novembre 1820, il siégea au centre gauche et vota avec les royalistes constitutionnels. Il ne fut pas réélu en 1824 mais redevint député, élu par le 2e arrondissement électoral du Lot (Puy-l'Évêque), le 8 avril 1828 en remplacement de M. de Folmont, démissionnaire. Il reprit alors sa place parmi les partisans de la monarchie constitutionnelle.
La chute du ministère Martignac, qu'il avait activement soutenu, lui fit perdre la direction générale de l'enregistrement et des domaines, qui lui fut rendue après la révolution de 1830. Réélu le 23 juin 1830 dans l'arrondissement de Cahors, il adhéra à la monarchie de Juillet et devint à plusieurs reprises vice-président de la Chambre des députés, où la circonscription de Gourdon le renvoya successivement les 21 juin 1834, 4 novembre 1837, 2 mars 1839, 9 juillet 1842, 1er août 1846. Après avoir fidèlement soutenu par ses votes la politique ministérielle, il refusa toutefois son suffrage aux lois de septembre en 1835, puis au projet de loi de disjonction, et fut dès lors de ceux qui formèrent le noyau du tiers parti et prit part à la coalition contre le ministère Molé.
À la révolution de 1848, il renonça à ses fonctions administratives et ne prit plus, jusqu'à sa mort, aucune part à la vie politique.

## Décorations
- Grand Officier de la Légion d'honneur (6 mai 1840).

### Sources
- « Jean-Louis Calmon », dans Adolphe Robert et Gaston Cougny, Dictionnaire des parlementaires français, Edgar Bourloton, 1889-1891 [détail de l’édition]